# Игнатенко, Алексей Александрович
Алексе́й Алекса́ндрович Игна́тенко (род. 29 июня 1991 года, Москва) — российский сноубордист, выступающий в сноуборд-кроссе и акробатических дисциплинах. Призёр Сурдлимпийских игр, заслуженный мастер спорта. Серебряный призёр Чемпионата Европы 2012 года, двукратный призёр чемпионата мира 2013 года, победитель и призёр чемпионатов и кубков России по сноуборду (спорт глухих)

## Награды и спортивные звания
- Благодарность Президента Российской Федерации (8 апреля 2015 года) — за выдающийся вклад в повышение авторитета Российской Федерации и российского спорта на международном уровне и высокие спортивные достижения на XVIII Сурдлимпийских зимних играх 2015 года[2].
- Заслуженный мастер спорта России (2015).